# Fury at Smugglers' Bay
Fury at Smugglers' Bay (Brasil:  Emboscada na baía sinistra ) é um filme de aventura, britânico de 1961, com roteiro e direção de John Gilling e música de Harold Geller.

## Sinopse
A história é baseada no contrabando na Cornualha.

## Elenco
- Peter Cushing... Squire Trevenyan
- Bernard Lee... Black John
- Michèle Mercier... Louise Lejeune
- John Fraser... Christopher Trevenyan
- William Franklyn... O Capitão
- George Coulouris... François Lejeune
- Liz Fraser... Betty
- June Thorburn... Jenny Trevenyan
- Katherine Kath... Maman
- Maitland Moss... Tom, o mordomo
- Tommy Duggan... Red Friars
- Christopher Carlos... The Tiger, um pirata
- Miles Malleson... Duque de Avon
- Alan Browning... 2º salteador de estrada